# Berlanga de Duero
Berlanga de Duero est une commune espagnole de la province de Soria en Castille-et-León.

## Description
Berlanga de Duero est située dans la gorge de la rivière Escalote, sous la colline où se dresse le château. 
Sur son territoire municipal, il y a des vestiges archéologiques qui témoignent de l'occupation humaine dès le Chalcolithique, celtibère puis romaine, bien que son importance ait été surtout notable au Moyen Âge en faisant partie du système défensif du Califat à la frontière de la Marca Media. 

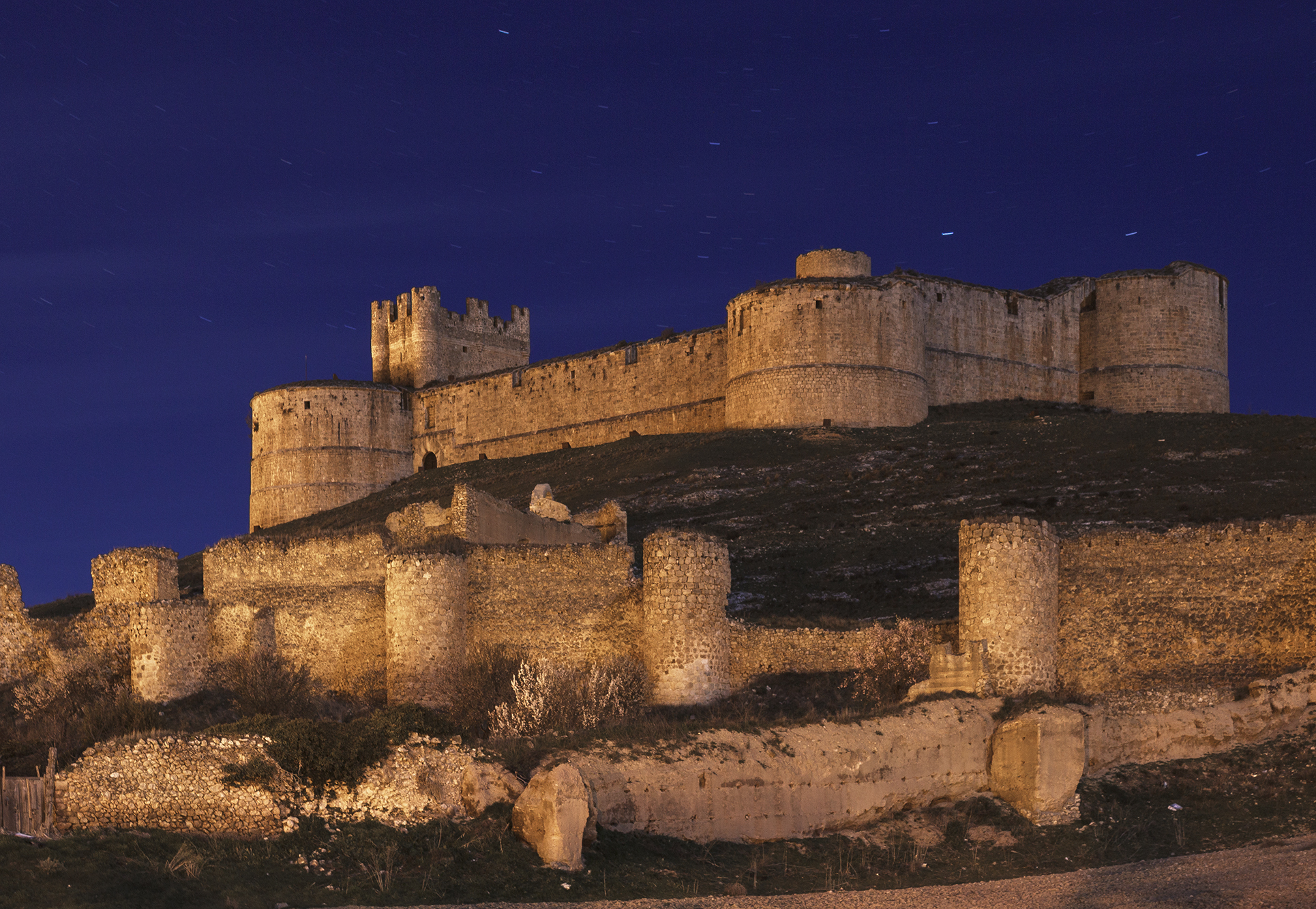
Le château.

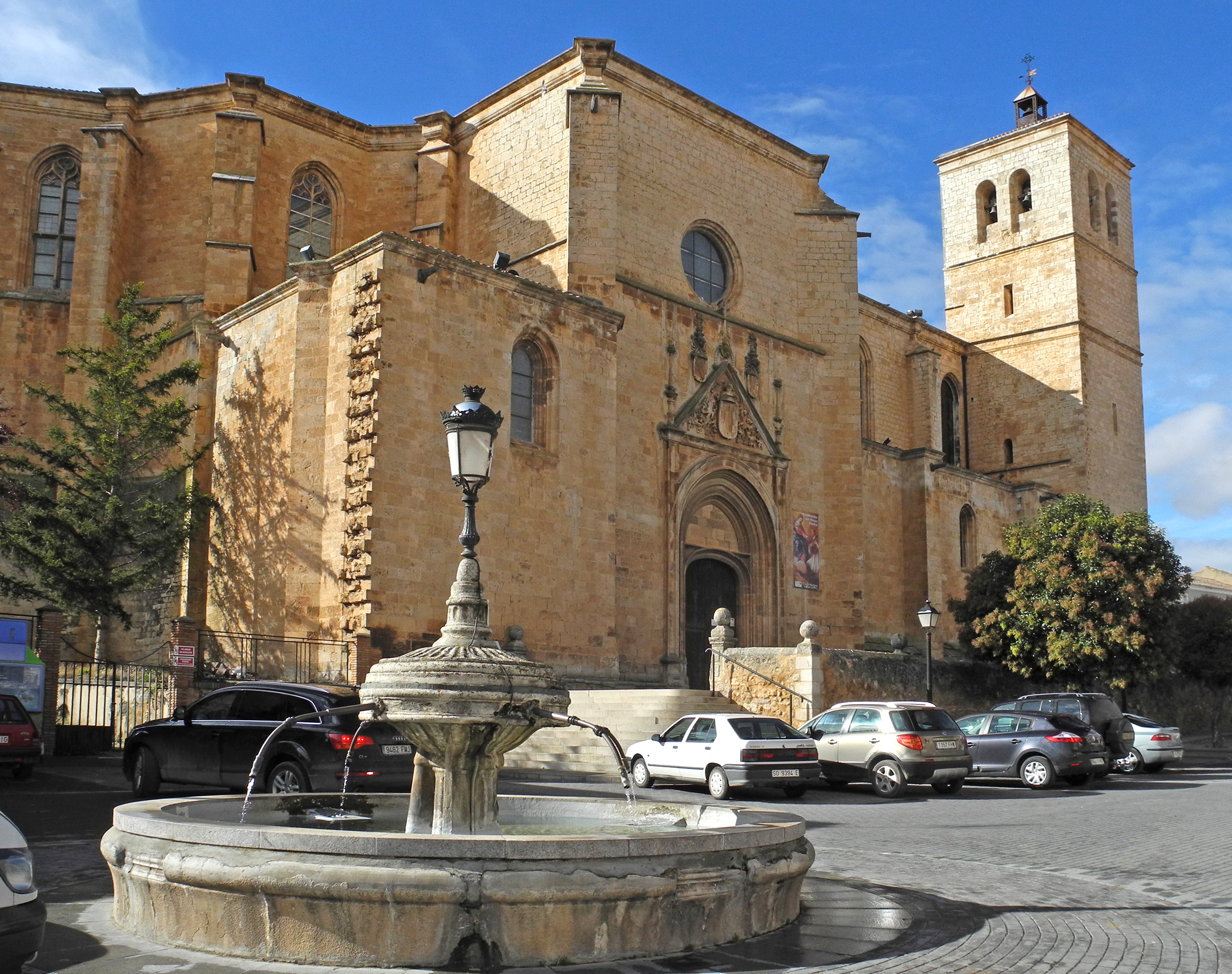
La collégiale.

Elle fut conquise par le roi castillan Ferdinand Ier de Castille en 1059 et repeuplée par Alphonse IV de Castille et Alphonse Ier d'Aragon, prenant de l'importance en devenant la ville principale d'une communauté territoriale (comunidad de villa y tierra de Berlanga) et en se liant à la famille des Tovar (es) dont elle fut le fief. 
Au XVIe siècle, les marquis de Berlanga, dont dépendait la ville, ont parrainé une profonde réforme urbanistique et celle du château. Dans le domaine civil, ils construisirent la collégiale, le palais des marquis avec ses jardins de style Renaissance, l'hôpital de San Antonio, le couvent des Cœurs de Jésus et de Marie et la chapelle de Paredes Albas. En 1660, le château subissant un incendie fut abandonné, et au XIXe siècle, dans le contexte de la guerre d'indépendance, les troupes napoléoniennes pillèrent la collégiale et incendièrent plusieurs maisons seigneuriales.

## Source
- (es) Cet article est partiellement ou en totalité issu de l’article de Wikipédia en espagnol intitulé « Berlanga de Duero » (voir la liste des auteurs).